# Gestalttheorie
Gestalttheorie ist ein allgemeinerer Begriff für den Ansatz, der Anfang des 20. Jahrhunderts unter der Bezeichnung Gestaltpsychologie bekannt wurde. Mit dem Begriff Gestalttheorie wird darauf verwiesen, dass es sich zwar um eine psychologische Theorie handelt, dass diese aber für sich in Anspruch nimmt, auch über die Psychologie hinaus für andere Wissenschaftszweige als Metatheorie relevant zu sein.

## Gegenstand und Kernpositionen der Gestalttheorie
Die Gestaltpsychologie beschäftigt sich vor allem mit der Entstehung von Ordnung im psychischen Geschehen – in der Wahrnehmung ebenso wie im Denken, Fühlen und Verhalten. Menschen werden dabei grundlegend als offene Systeme im aktiven Umgang mit ihrer Umwelt gesehen, die ihre Wahrnehmungen in bestimmten Mustern organisieren (siehe auch Deutungsmuster).
Sie geht – mit den Ideen und Erkenntnissen von Johann Wolfgang von Goethe, Ernst Mach und besonders Christian von Ehrenfels als Vorläufern – auf die Forschungsarbeiten von Max Wertheimer, Wolfgang Köhler, Kurt Koffka und Kurt Lewin zurück. Sie wandten sich gegen die Elementenauffassung des Psychischen, den Assoziationismus, den klassischen Behaviorismus und die ursprüngliche Freudsche Triebtheorie. Der Neurologe Kurt Goldstein entwickelte schließlich eine ganzheitliche Theorie des Organismus, die er selbst zwar in einigen Punkten von der Gestaltpsychologie abgrenzt, deren weitgehende Übereinstimmung mit den Grundgedanken und der ganzheitlichen Orientierung der Gestaltpsychologie aber unverkennbar ist.
Häufig wird der Gestalttheorie die Kernaussage „Das Ganze ist mehr als die Summe seiner Teile“ zugeschrieben, die wiederum auf Aristoteles zurückgehen soll. Diese Zuschreibung ist allerdings falsch, wie Wolfgang Metzger betont: „Es ist … nicht zutreffend, wenn man sagt, das Ganze sei mehr als die Summe seiner Teile. Vielmehr muß es heißen: Das Ganze ist etwas anderes als die Summe seiner Teile. Es kommen nicht etwa nur zu den – unveränderten – Teilen Gestaltqualitäten hinzu, sondern alles, was zu einem Teil eines Ganzen wird, nimmt selbst neue Eigenschaften an“.
Worum es der Gestalttheorie geht, hat ihr Hauptbegründer Max Wertheimer allgemein in der folgenden „Formel“ zusammengefasst:
„Es gibt Zusammenhänge, bei denen nicht, was im Ganzen geschieht, sich daraus herleitet, wie die einzelnen Stücke sind und sich zusammensetzen, sondern umgekehrt, wo – im prägnanten Fall – sich das, was an einem Teil dieses Ganzen geschieht, bestimmt von inneren Strukturgesetzen dieses seines Ganzen. … Gestalttheorie ist dieses, nichts mehr und nichts weniger.“
Gestalttheorie ist in diesem Sinn nicht nur auf den Begriff der Gestalt oder des Ganzen und die Gestaltfaktoren der Wahrnehmung beschränkt, wie viele Publikationen nahelegen, sondern wesentlich breiter und umfassender zu verstehen:
- Der Primat des Phänomenalen: Die Erlebniswelt des Menschen, wie sie sich darbietet, als einzige unmittelbar gegebene Wirklichkeit anzuerkennen und ernst zu nehmen, ist eine Grundaussage der Gestalttheorie.
- Die Interaktion von Individuum und Situation im Sinne eines dynamischen Feldes bestimmt Erleben und Verhalten und nicht allein „Triebe“ oder außenliegende Kräfte oder feststehende Persönlichkeitseigenschaften.
- Verbindungen psychischer Sachverhalte werden leichter und dauerhafter aufgrund sachlicher Beziehungen gestiftet und weniger gut durch Wiederholung und Bekräftigung.
- Denken und Problemlösen sind durch sach- und gegenstandsangemessene Strukturierung, Umstrukturierung und Zentrierung des Gegebenen („Einsicht“) in Richtung auf das Geforderte gekennzeichnet.
- Im Gedächtnis werden Strukturen aufgrund assoziativer Verknüpfungen ausgebildet und differenziert. Sie folgen einer Tendenz zu optimaler Organisation.
- Nicht miteinander vereinbare Kognitionen einer Person führen zu dissonantem Erleben und zu kognitiven Prozessen, die diese Dissonanz zu reduzieren versuchen.
- In einem überindividuellen Ganzen wie einer Gruppe besteht eine Tendenz zu ausgezeichneten Verhältnissen im Wechselspiel der Kräfte und Bedürfnisse.
- Erkenntnistheoretisch entspricht dem gestalttheoretischen Ansatz ein kritisch-realistischer Standpunkt. Auf der methodischen Ebene wird eine sinnvolle Verbindung von experimentellem mit phänomenologischem Vorgehen (experimentell-phänomenologische Methode) versucht. Zentrale Phänomene werden ohne Verzicht auf experimentelle Strenge angegangen.

Bilder, die in der phänomenalen Wahrnehmungswelt auf Grundlage von Gehirnprozessen vervollständigt werden

Beispiele der Gestaltpsychologie für die visuelle Wahrnehmung sind die Wahrnehmung eines unvollständigen Kreises als vollständig oder einer Ansammlung von Punkten als „Form“ – auf Grundlage von Gehirnprozessen, die derzeit noch erforscht werden, wirkt in der phänomenalen Wahrnehmungswelt eine Tendenz zur Ergänzung der fehlenden Teile durch Extrapolation, sodass eine prägnante Form gesehen wird. Studien deuten darauf hin, dass einfache Elemente oder Zusammensetzungen, bei denen die Bedeutung direkt ersichtlich ist, eine geringere Herausforderung an das Gehirn stellen als komplexe und daher Erstere gegenüber Letzteren bevorzugt werden.

## Namhafte Vertreter in verschiedenen Anwendungsbereichen
Nach der Vertreibung der wichtigsten Vertreter der Gestalttheorie während des Nationalsozialismus ins amerikanische Exil hat der gestalttheoretische Ansatz dort eine durchaus bemerkenswerte Verbreitung und Weiterentwicklung erfahren. Bekannt wurden aus ihrem Einflusskreis vor allem Mary Henle, Solomon Asch (Sozialpsychologie), Rudolf Arnheim (Kunstpsychologie), Abraham S. Luchins und Edith H. Luchins. Im amerikanischen Exil verstorben ist Karl Duncker, einer der bedeutendsten Schüler der Gründergeneration, bekannt vor allem für seine Arbeiten zum produktiven Denken und Problemlösen.
Namhafte Vertreter der Gestalttheorie der zweiten Generation waren in Deutschland vor allem Wolfgang Metzger, Kurt Gottschaldt und Edwin Rausch. Der Metzger-Schüler Kurt Guss hat gestalttheoretische Prinzipien auf die Fragen von Erziehung und Unterricht angewendet. Auf Hans-Jürgen Walter, einen Schüler des Gestaltpsychologen Friedrich Hoeth, gehen grundlegende Arbeiten zur Gestalttheoretischen Psychotherapie zurück, die auf gestalttheoretischer Grundlage Erkenntnisse verschiedener psychotherapeutischer Schulen integriert. Weiters ist Paul Tholey zu nennen, der vor allem für seine gestalttheoretisch orientierten Arbeiten zum Klartraum, zur Bewusstseinsforschung und zur Sportpsychologie bekannt geworden ist – im letzteren Bereich führte er die Gestalttheorie des Sports fort, die sein Lehrer Kurt Kohl formuliert hatte.
Bemerkenswerte Verbreitung und eigenständige Entwicklungen erfuhr die Gestalttheorie auch in Italien und in Japan. Hier sind für Italien historisch vor allem Cesare Musatti, Fabio Metelli und Gaetano Kanizsa als Pioniere zu nennen. In der italienischen Wahrnehmungspsychologie von heute tritt die Gestalttheorie vor allem unter der Bezeichnung Experimentelle Psychologie in Erscheinung.
Die Gestalttheorie hat in den letzten Jahren eine bemerkenswerte Renaissance in verschiedensten Wissenschafts-, Forschungs- und Anwendungsfeldern erlebt. Um die internationale Vernetzung der einschlägig tätigen Forschungs- und Anwendungspraktiker bemüht sich die 1978 in Deutschland gegründete internationale Gesellschaft für Gestalttheorie und ihre Anwendungen / Society for Gestalt Theory and its Applications (GTA), die inzwischen Mitglieder in zahlreichen Ländern der Welt organisiert. Sie gibt seit 1978 die Zeitschrift Gestalt Theory – An International Multidisciplinary Journal heraus (ISSN 0170-057X), in der Beiträge zur Weiterentwicklung der Gestalttheorie in einer Vielzahl von Fachbereichen erscheinen, und organisiert alle zwei Jahre eine internationale wissenschaftliche Arbeitstagung (zuletzt in Deutschland, Österreich, Polen und Italien).
Die Gestalttheorie wird heute nicht nur in der Wahrnehmungsforschung verstärkt wiederentdeckt, sondern auch in der Hirnforschung, in der Musikwissenschaft und Sprachwissenschaft, im Design und dem Design Thinking, in der Medizin, Psychotherapie, Bewegungswissenschaft, in Wirtschaftswissenschaften und Sozialpolitik und sogar in der Chemie und Genetik. Zunehmendes Interesse finden in den letzten Jahren im deutsch-, wie im englischsprachigen Raum auch die Beiträge der Gestalttheorie auf dem Gebiet der Psychopathologie: Psychische Störungen waren in ihrer Genese und Dynamik von Anfang an ein wesentliches Arbeitsgebiet gestalttheoretisch orientierter Forscher und Praktiker gewesen – diese Beiträge (siehe dazu auch Heinrich Schulte, Junius F. Brown, Erwin Levy und Abraham S. Luchins) werden nun international wieder verstärkt beachtet.

### Zur historischen Einordnung
- Anne Harrington: Die Suche nach Ganzheit. Die Geschichte biologisch-psychologischer Ganzheitslehren: Vom Kaiserreich bis zur New-Age-Bewegung. New Jersey 1996; Rowohlt Verlag, Reinbek bei Hamburg 2002.
- Mitchell G. Ash: Gestalt Psychology in German Culture. Holism and the Quest for Objectivity. Cambridge University Press, Cambridge/New York 1995. Neuauflage 2007: ISBN 978-0-521-64627-7.(Ausgezeichnet mit dem Morris D. Forkosch Prize der Zeitschrift Journal of the History of Ideas für das beste Buch im Bereich der 'Intellectual History' im Jahre 1995.)

### Klassiker
- Karl Duncker: Zur Psychologie des produktiven Denkens. Springer, Berlin 1963.
- Kurt Lewin: Feldtheorie in den Sozialwissenschaften. Ausgewählte theoretische Schriften. Huber, Bern 1963. Neuauflage 2012: Hogrefe, ISBN 978-3-456850-76-4
- Kurt Koffka: Principles of Gestalt Psychology. Harcourt-Brace, New York 1935 (Drei Kapitel aus diesem Grundlagenwerk sind inzwischen in der Zeitschrift „Gestalt Theory“ auch in deutscher Übersetzung erschienen und nun auch im Auswahlband Kurt Koffka 2008 enthalten).
- Kurt Koffka: Zu den Grundlagen der Gestaltpsychologie – Ein Auswahlband. Herausgegeben von Michael Stadler. Verlag Wolfgang Kammer, Wien 2008. ISBN 978-3-901811-41-8.
- Wolfgang Köhler: Werte und Tatsachen. Springer, Berlin 1968.
- Wolfgang Metzger: Gestalt-Psychologie. Ausgewählte Werke. Herausgegeben von M. Stadler und H. Crabus. Kramer, Frankfurt 1999 (2. Aufl.).
- Wolfgang Metzger: Psychologie. Die Entwicklung ihrer Grundannahmen seit der Einführung des Experiments. Krammer, Wien 2002 (6. Aufl.), ISBN 978-3-901811-07-4.
- Wolfgang Metzger: Schöpferische Freiheit. Kramer, Frankfurt 1962. Erweiterte Neuauflage 2022: Schöpferische Freiheit. Gestalttheorie des Lebendigen. Wolfgang Krammer, Wien, ISBN 978-3-901811-80-7.
- Max Wertheimer: Über Gestalttheorie. Vortrag vor der Kant-Gesellschaft, Berlin am 17. Dezember 1924. Verlag der Philosophischen Akademie, Erlangen 1925.
- Max Wertheimer: Produktives Denken. Kramer, Frankfurt 1964 (2. Aufl.), ISBN 978-3-7829-1022-4. Neuauflage 2019: Springer, ISBN 978-3-662-59820-7.

### Neuere Literatur
- Herbert Fitzek: Gestaltpsychologie kompakt: Grundlinien einer Psychologie für die Praxis. Springer Verlag VS, ISBN 978-3-658-04275-2
- Giuseppe Galli: Der Mensch als Mit-Mensch. Aufsätze zur Gestalttheorie in Forschung, Anwendung und Dialog. Herausgegeben und eingeleitet von Gerhard Stemberger. Krammer, Wien 2017, ISBN 978-3-901811-75-3
- Kurt Guss: Rubins Becher. Gestalttheoretisches Propädeutikum. Verlag der Ostwestfalen-Akademie, Borgentreich 2013. ISBN 978-3-947435-26-5.
- Kurt Guss (Hrsg.): Berliner Schule. Gestalttheoretisches Repetitorium. Verlag der Ostwestfalen-Akademie, Borgentreich 2018. ISBN 978-3-947435-12-8.
- Kurt Guss (Hrsg.): Wertheimers Fenster. Gestalttheoretisches Kolloquium. Verlag der Ostwestfalen-Akademie, Borgentreich 2018. ISBN 978-3-947435-13-5.
- Kurt Guss (Hrsg.): Psychologische Forschung. Jahrgänge 1922–1938. Verlag der Ostwestfalen-Akademie, Borgentreich 2019. ISBN 978-3-947435-14-2.
- Hellmuth Metz-Göckel (Hrsg.): Gestalttheorie aktuell – Handbuch zur Gestalttheorie, Bd. 1. Krammer, Wien 2008, ISBN 978-3-901811-36-4.
- Hellmuth Metz-Göckel (Hrsg.): Gestalttheoretische Inspirationen – Handbuch zur Gestalttheorie, Bd. 2. Krammer, Wien 2011, ISBN 978-3-901811-59-3.
- Hellmuth Metz-Göckel (Hrsg.): Gestalttheorie und kognitive Psychologie. Springer, Wien, New York 2016. ISBN 978-3-658-12665-0.
- Marianne Soff: Gestalttheorie für die Schule. Unterricht, Erziehung und Lehrergesundheit aus einer klassischen psychologischen Perspektive. Krammer, Wien 2017, ISBN 978-3-901811-74-6.
- Gerhard Stemberger (Hrsg.): Psychische Störungen im Ich-Welt-Verhältnis. Gestalttheorie und psychotherapeutische Krankheitslehre. Krammer, Wien 2002, ISBN 978-3-901811-09-8.
- Paul Tholey: Gestalttheorie von Sport, Klartraum und Bewusstsein. Ausgewählte Arbeiten, herausgegeben und eingeleitet von Gerhard Stemberger. Krammer: Wien 2018, ISBN 978-3-901811-76-0.
- Hans-Jürgen Walter: Gestalttheorie und Psychotherapie. Westdeutscher Verlag, Opladen 1994 (3. Aufl.).
- Hans-Jürgen Walter: Angewandte Gestalttheorie in Psychotherapie und Psychohygiene. Westdeutscher Verlag, Opladen 1996.
- Ralf Debus: Gestaltpsychologie der Kunstbetrachtung – Eine Einführung anhand der Werkbeschreibungen von Werner Schmalenbach.  Verlag Tradition, Hamburg 2016, ISBN 978-3-7345-5607-4; 2. Auflage  ebenda 2021, ISBN 978-3-347-26729-9.